# Badlands Guardian

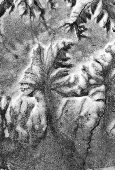
Badlands Guardian im Jahr 1938, vor dem Bau der Straße, die den Kopfhörern ähnelt

Der Badlands Guardian ist ein geomorphologisches Merkmal in der Nähe von Medicine Hat in der südöstlichen Ecke von Alberta, Kanada. Die Felsformation misst etwa 255 Meter im Durchmesser und ist etwa 225 Meter lang. Zusätzliche künstliche Strukturen sollen einem Paar Kopfhörer ähneln, die von der Figur getragen werden.

## Beschreibung
Aus der Luft betrachtet ähnelt das Merkmal einem menschlichen Kopf im Profil, der direkt nach Westen blickt und einen indigenen Kopfschmuck trägt. Sein Maßstab ist viel größer als die Figuren des Mount Rushmore. Die scheinbaren Kopfhörer sind eine Straße und eine Ölquelle, die seit 2000 genutzt und voraussichtlich mit dem Ende der Ölförderung wieder verschwinden wird.  

## Entstehung
Der Kopf ist durch Erosion von weichem, lehmreichem Boden durch die Einwirkung von Wind und Wasser entstanden. Das trockene Ödland ist gekennzeichnet durch seltene, aber intensive Regenschauer, spärliche Vegetation und weiche Sedimente. Die Formation könnte während einer kurzen Periode durch schnellere Erosion unmittelbar nach intensiven Regenfällen entstanden sein. 
Obwohl das Bild ein konvexes Merkmal zu sein scheint, ist es tatsächlich konkav – das heißt, ein Tal, das durch Erosion auf einer Tonschicht gebildet wird.